# پیتزو مگن
پیتزو مگن (به لاتین: Pizzo Magn) یک کوه در سوئیس است که در کانتون تیچینو واقع شده‌است. پیتزو مگن ۲٬۳۲۹ متر بالاتر از سطح دریا واقع شده‌است.